# Allium bungei
{{#ifeq:0|0|{{#if:|{{#if:Alliumbungei|[[]}}|}}}}
Allium bungei — вид рослин з родини амарилісових (Amaryllidaceae); ендемік Ірану.

## Поширення
Ендемік Ірану.